# 前655年8月19日日食
前655年8月19日日食是一次全食帶起於歐洲英國北方海面，經過北歐、俄國西伯利亞西部、蒙古東部、中國華北、東海、日本本州，最終結束於太平洋關島及威克島之間海面日全食。

## 文獻記錄
中國儒家經典《春秋經》記載，春秋時期魯僖公五年，「九月，戊申朔，日有食之」，經後人推算，西元前655年8月19日中國時區下午14點77分，曾發生一次日全食，魯國國都曲阜可見食分0.92。

## 基本參數
- 類型：全食

- 沙羅周期序號：44
- 日期：前655年8月19日（儒略曆）
- 時間：11時52分6秒 (UTC)
- 地點：北緯50.3°，東經107.0°
- 食分：1.0551
- 太陽高度：50°
- 月球本影路經寬度：233公里
- 全食持續時間：3分47秒

### 注腳
1. ↑  . NASA.   [2009-08-11]. （原始内容存档于2015-04-25） （英语）.
2. ↑  .   [2019-04-07]. （原始内容存档于2021-12-19）.

### 其他參考
- 胡鐵珠《大衍曆交食計算精度》

| \| \| 日食 \|                              |                               |                                            |
| 上一次日食： 前655年2月24日日食 （日環食） | 前655年8月19日日食 （日全食） | 下一次日食： 前654年2月13日日食 （日環食） |
| 上一次日全食： 前657年4月15日日食          | 前655年8月19日日食 （日全食） | 下一次日全食： 前654年8月9日日食           |
|                                            | 日食                          |                                            |